# John Webster
John Webster (* um 1579 in London; † um 1634 ebenda) war ein englischer Dramatiker.

## Leben
John Webster war Sohn eines wohlhabenden Kutschen- und Wagenmachers. Er wuchs behütet auf und besuchte die Merchant Taylor’s School in London. 1597 absolvierte er ein Rechtsstudium am Middle Temple. Daher rühren auch vermutlich die vielen Gerichtsszenen in seinen Werken. Ab 1602 arbeitete Webster mit Thomas Dekker, John Ford und Michael Drayton an diversen Theaterstücken. Um das Jahr 1604 begann Websters aktive Phase.
Seine Tragödien Der weiße Teufel (1612) und Die Herzogin von Malfi (1613, veröffentlicht 1623) werden häufig als Meisterwerke des frühen englischen 17. Jahrhundert angesehen. Webster schrieb auch die Komödie Der Rechtsfall des Teufels, die 1623 erschien.

## Die beiden großen Tragödien
Die beiden Hauptwerke Websters, die in England oft auf den Spielplänen stehen, basieren auf italienischen Quellen. The White Devil spielt in einer düsteren, klaustrophobischen Atmosphäre voller Gewalt und Grausamkeit. Das Stück handelt von der jungen Italienerin Vittoria, die gemeinsam mit ihrem Geliebten ihren misstrauischen Ehemann ermordet und vor ein korruptes Gericht kommt. Webster zeichnet sie nicht als perfide Mörderin, sondern als komplexen Charakter. Täter und Opfer sind von gleicher Bosheit; Güte erscheint eher als Schwäche denn als Tugend. Dem Tod mutig entgegenzugehen, wird als einzige Tugend gesehen, die dem Menschen bleibt. Die zu Jahresbeginn 1612 erfolgte Uraufführung im Red Bull Theatre war ein Misserfolg: Sie galt als zu ungewöhnlich und intellektuell für das an einfache Unterhaltungsstücke gewöhnte Publikum dieser Freilichtbühne.
In The Duchess of Malfi ist die Titelheldin nicht Täterin, sondern Opfer. Dennoch macht Webster auch hier – für seine Zeit ungewöhnlich – eine starke Frau zur Heldin: Sie ist tapferer als ihre schurkischen Brüder und sieht stoisch dem Tod entgegen. Auch hier geht es um Grausamkeit, Korruption und Wahnsinn, aber Gut und Böse sind klarer getrennt und die Charakterisierung der Figuren ähnelt geradezu psychologischen Studien. Das Stück wurde wahrscheinlich vor einem gebildeteren Publikum im Blackfriars Theatre aufgeführt, wo der Innenraum, die Beleuchtung und musikalische Zwischenspiele zwischen den Akten für eine bessere Wirkung sorgten.
Webster gilt unter den Dramatikern seiner Zeit als der mit der düstersten Sicht des Menschen. Der Literaturnobelpreisträger T.S. Eliot sagt, dass Webster „vom Tod besessen war und den Totenschädel unter der Haut sah“. Die Werke waren im 18. und 19. Jahrhundert von den Spielplänen verschwunden, wurden aber im 20. Jahrhundert als brillante Stücke mit poetischer Qualität und finsteren Themen neu entdeckt – wahrscheinlich weil ihre verzweifelten Hauptfiguren erst nach den Schrecken der Weltkriege wieder verstanden wurden.

## Werke (Auswahl)
- The Malcontent (Der Unzufriedene), 1604
- Westward Ho! (Nach Westen!), 1605
- Eastward Ho! (Nach Osten!), 1605
- Northward Ho! (Nach Norden!), 1605
- The white devil (Der weiße Teufel), 1612
- The Duchess of Malfi (Die Herzogin von Amalfi), 1623
- Appius and Virginia (Appius und Virginia), undatiert